# Maciej Owczarek
Maciej Owczarek (ur. 9 marca 1961) – polski menedżer.

## Wykształcenie i kariera
Jest absolwentem Wydziału Samochodów i Maszyn Roboczych Politechniki Warszawskiej oraz studiów MBA Uniwersytetu Warszawskiego i University of Illinois. 
W latach 1986–1990 był nauczycielem akademickim na  Akademii Rolniczo–Technicznej w Olsztynie. W latach 1992–1995 pracował w Levi Strauss Poland na stanowiskach dyrektora ds. sprzedaży oraz dyrektora ds. marketingu. W 1996 roku był szefem marketingu w Amoco na Europę Centralną. W latach 1997–2001 był dyrektorem generalnym spółki INTERSPORT Polska. W 2001–2002 był dyrektorem generalny Yellowtel. W latach 2002–2009 związany był z Grupą Kapitałową Telekomunikacji Polskiej: do 2006 był dyrektorem zarządzającym TP PubliTel, w latach 2005–2007 był dyrektorem Pionu Technicznej Obsługi Klienta, a w latach 2007–2009 był prezesem TP Teltech. 
W czerwcu 2009 wygrał konkurs i został prezesem Enea. W kwietniu 2010 został wybrany na drugą kadencję. W dniu 2012-09-27 złożył rezygnację z zarządzania Eneą. W dniu 2018-07-26 został zatrzymany przez CBA w związku ze śledztwem w sprawie mostu energetycznego z Białorusią. Prokuratura Krajowa zarzuciła mu, że w czasie kiedy stał na czele Enei, spółka kupiła za 15 mln zł, udziały w spółce Annacond Enterprises, która miała przesyłać prąd między Białorusią a Polską. Nigdy do tego nie doszło. 

## Nagrody i wyróżnienia
W 2009 r. Maciej Owczarek został zaliczony przez magazyn gospodarczy Home&Market w poczet Walnego Zgromadzenia Polskiej Gospodarki, czyli grona najlepszych menedżerów 2009 r. W lipcu 2010 znalazł się na liście 100 najbardziej wpływowych osób w Polsce magazynu Gentleman. 
Od 2010 r. Członek Kapituły konkursu Dobroczyńca Roku, pomysłodawca nowej kategorii konkursowej – wolontariat pracowniczy. Konkurs organizuje Akademia Rozwoju Filantropii w Polsce.
W grudniu 2010 roku został odznaczony Medalem Solidarności Społecznej, który honoruje osoby zaangażowane społecznie, propagujące idee społecznej odpowiedzialności biznesu. Medal jest przyznawany przez Business Center Club i Fundację Archidiecezji Warszawskiej Pomocy Bezrobotnym i Biednym NADZIEJA.
Za jego kadencji firma ENEA uzyskała tytuły:
- Firmy Wysokiej Reputacji 2009 w kategorii: Energia; tytuł został przyznany na podstawie rankingu PremiumBrand wskazującego marki i firmy cieszące się najwyższą reputacją wśród społeczeństwa i środowiska biznesowego.
- Perła Polskiej Giełdy zajmując 14. miejsce w rankingu najbardziej wartościowych spółek giełdowych gazety Parkiet.
- Superbrands - marka ENEA została uznana za jedną z najsilniejszych marek biznesowych sektora B2B na polskim rynku.